# Comitat de Sisak-Moslavina
Le comitat de Sisak-Moslavina (en croate Sisačko-moslavačka županija) est un comitat situé en Croatie centrale et en Banovina. Son chef-lieu est Sisak. D'après le recensement de 2021, il est habité par 140 549 personnes. Le comitat connaît un fort déclin démographique depuis 1991, date à laquelle avaient été recensées 251 332 habitants.
Le comitat de Sisak-Moslavina est bordé par le comitat de Karlovac à l'ouest, le comitat de Zagreb au nord, les comitats de Bjelovar-Bilogora et de Požega-Slavonie au nord-est, le comitat de Brod-Posavina à l'est et la Bosnie-Herzégovine au sud.

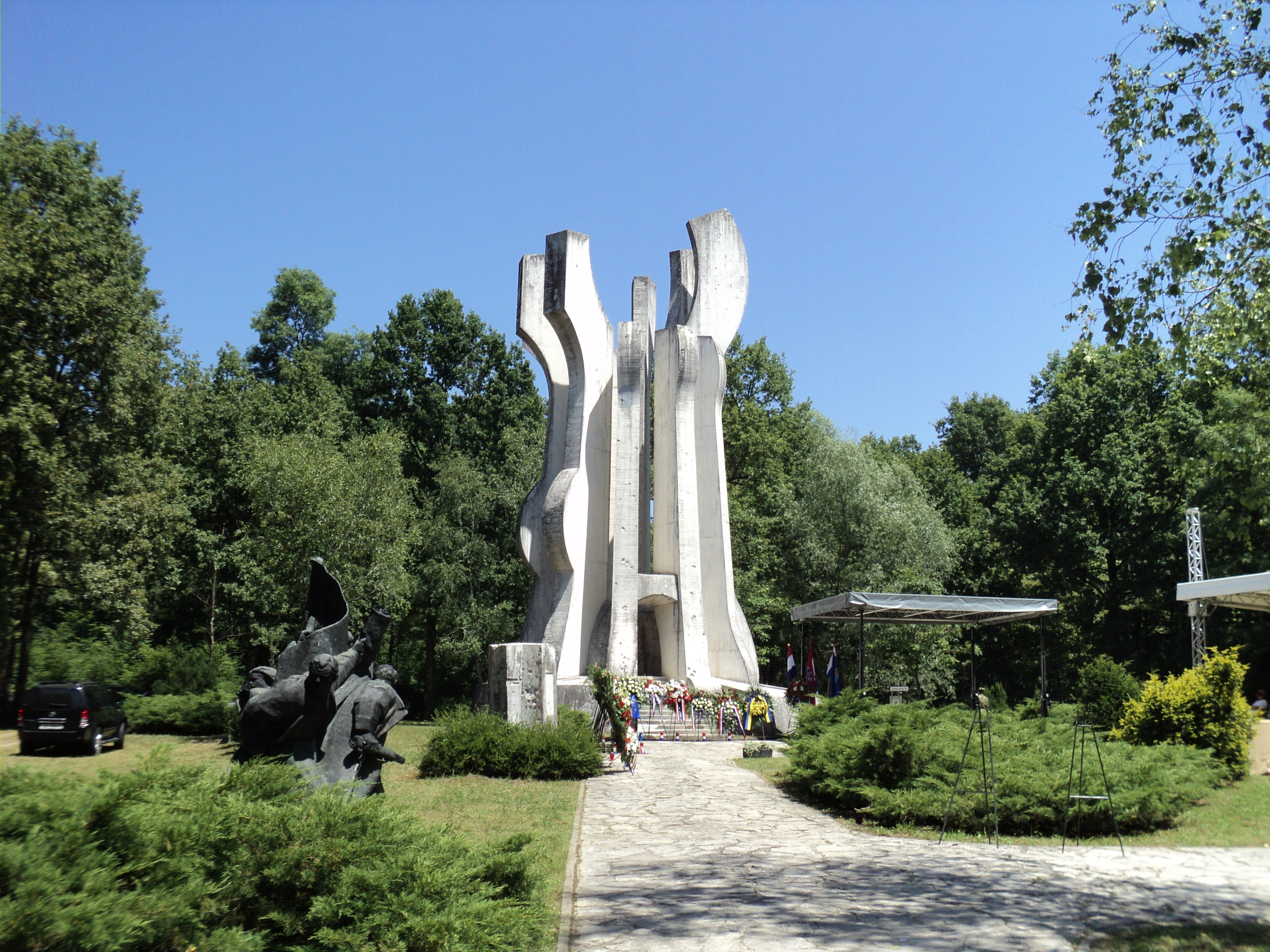
Vue générale au parc commémoratif de Brezovica

## Villes et municipalités
Le comitat de Sisak-Moslavina comprend 6 villes et 13 municipalités. 

### Villes
- Glina, 9 868
- Hrvatska Kostajnica (Kosztainicza), 2 746
- Kutina, 24 597
- Novska, 14 313
- Petrinja (Petrinia), 23 413
- Sisak, 52 236

### Municipalités
- Donji Kukuruzari, 2 047
- Dvor, 5 742
- Gvozd, 3 779
- Hrvatska Dubica, 2 341
- Jasenovac, 2 391
- Lekenik, 6 170
- Lipovljani, 4 101
- Majur, 1 490
- Martinska Ves, 4 026
- Popovača, 12 701
- Sunja, 7 376
- Topusko, 3 219
- Velika Ludina, 2 831

## Démographie
|                                 |
| Population historique 1857-2021 |